# Eurostar
Eurostar — компания, занимающаяся высокоскоростными железнодорожными пассажирскими перевозками в 5 странах Европы: Великобритании, Франции, Бельгии, Нидерландах и Германии. Поезда Eurostar пересекают Ла-Манш через Евротоннель.

## История
В 1988 году началось строительство Евротоннеля, в мае 1994 года он был официально открыт. В первый рейс поезд Eurostar отправился 14 ноября 1994 года с вокзала Лондон-Ватерлоо (отдельного терминала Waterloo International railway station). С 14 ноября 2007 года поезда отправляются с другого лондонского вокзала, Сент-Панкрас. Конечными станциями первоначально были Северный вокзал (Париж), Южный вокзал (Брюссель) и вокзал Лилль-Европа. Позже появились маршруты в Амстердам, Роттердам, Антверпен и Кёльн.
К 2001 году пассажиропоток достиг 7 млн человек. В 2003 году была открыта железнодорожная линия High Speed 1 между Лондоном и Евротоннелем, на которой поезд Eurostar установил рекорд скорости для поездов в Великобритании — 334,7 км/ч. В декабре 2009 года сразу 4 поезда Eurostar с 2 тысячами пассажиров застряли в тоннеле на 16 часов.
В сентябре 2010 года была создана компания Eurostar International Limited, объединившая французского, бельгийского и британского операторов поездов Eurostar; её акционерами стали французская SNCF (55 %), бельгийская NMBS/SNCB (5 %) и британская London and Continental Railways (40 %). В том же году был сделан заказ на 10 поездов Eurostar e320 производства Siemens Velaro; до этого использовались только 27 поездов производства французской компании Alstom. Эксплуатация e320 началась в ноябре 2014 года. Всего за 2014 год впервые в истории компании было перевезено более 10 млн пассажиров. В 2015 году правительство Великобритании (контролировавшее London and Continental) продало свою 40-процентную долю в Eurostar International консорциуму из канадского пенсионного фонда Caisse de Depot et Placement du Quebec (CDPQ) и британской инвестиционной компании Hermes Infrastructure. В октябре 2020 года были запущены прямые рейсы из Лондона в Амстердам.
В 2019 году было объявлено о слиянии Eurostar с компанией Thalys, сделка была одобрена Еврокомиссией в 2022 году, тогда же была создана компания Eurostar Group со штаб-квартирой в Брюсселе, её основным акционером осталась французская SNCF, до этого владевшая контрольным пакетом акций в обеих компаниях. Слияние расширило маршрутную сеть Eurostar на Германию.

## Подвижной состав

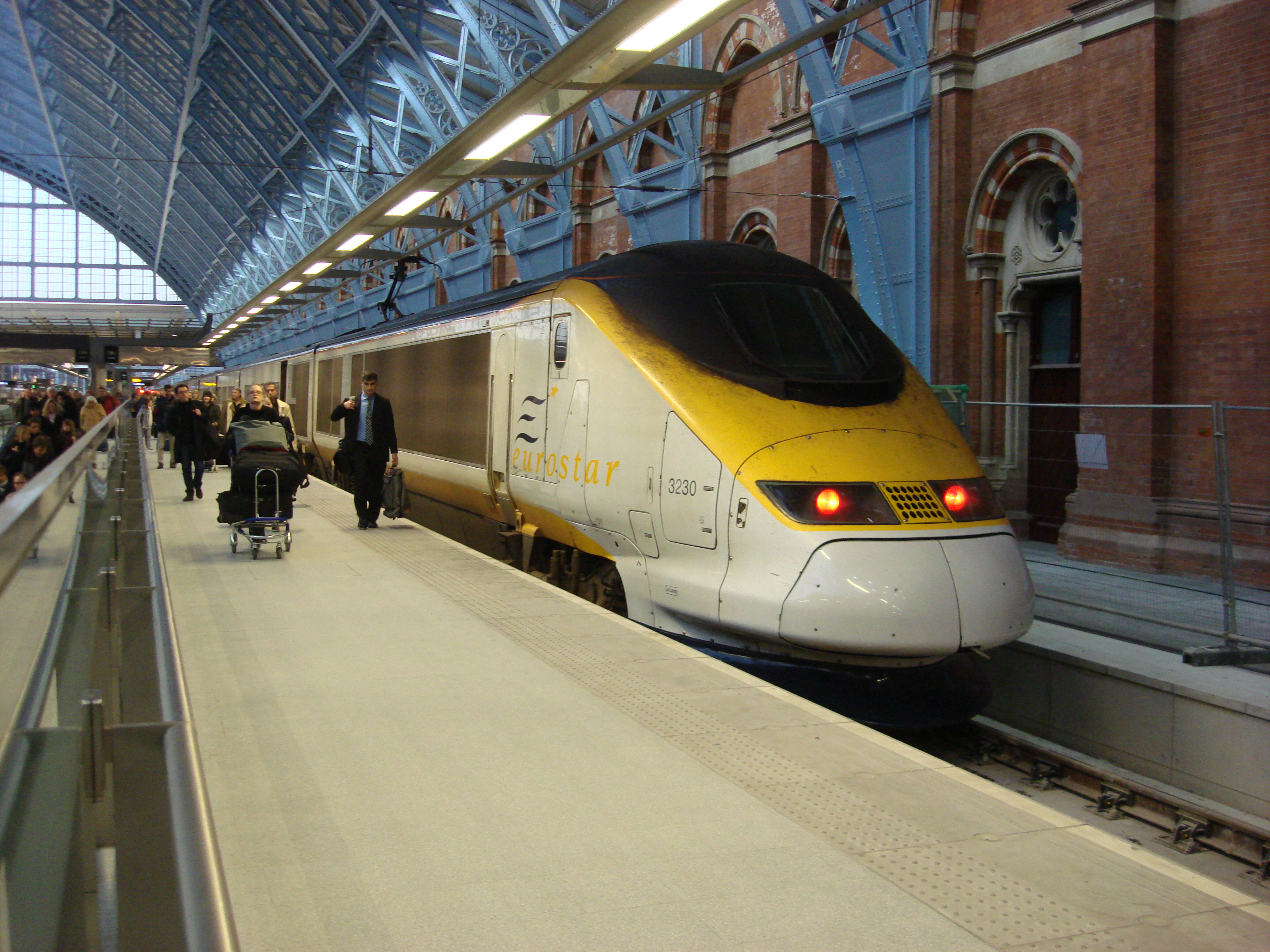
Поезд Eurostar (British Rail Class 373) на вокзале Сент-Панкрас

Для эксплуатации на железнодорожной сети Eurostar специально разработаны электропоезда серии 373 (по Британской классификации, TGV TMST). Поезд Eurostar, по существу, является удлинённым TGV, приспособленным для эксплуатации в Великобритании и Евротоннеле. В число различий входит меньший объём вагона, удовлетворяющий британскому стандарту на габариты подвижного состава железных дорог, созданные в Великобритании асинхронные тяговые двигатели и улучшенная система пожаробезопасности на случай возгорания в тоннеле.
По британской классификации TOPS поезд имеет наименование Class 373 EMU. Во время своего проектирования поезд назывался TransManche Super Train. Поезд был спроектирован фирмой GEC-Alsthom (ныне Alstom) на своих фабриках в Ля Рошели (Франция), Бельфоре (Франция) и Вошвуд Хэт (Англия), эксплуатация началась в 1993 году.
Существует два типа составов: Eurostar Three Capitals (Три столицы) состоит из двух головных и восемнадцати пассажирских вагонов с двумя дополнительными моторными тележками; Eurostar North of London (Север Лондона) состоит из 14 пассажирских вагонов. Составы обоих типов состоят из двух частей, несочленённых в середине, то есть в случае поломки или чрезвычайной ситуации в Евротоннеле половину поезда можно отцепить, чтобы та своим ходом покинула тоннель. Каждая такая половинка состава имеет свой номер.
38 полных составов плюс запасной головной вагон были заказаны следующими железнодорожными компаниями: 16 составов приобрело SNCF, 4 — NMBS/SNCB (бельгийский железнодорожный оператор) и 18 — British Rail, из которых 7 были типа North of London. После приватизации British Rail составы перешли London & Continental Railways.
Все составы Eurostar являются трёхсистемными или четырёхсистемными и приспособлены для работы на линиях LGV с переменным током (включая линию в Евротоннеле и стандартные линии в Великобритании), бельгийских линиях с постоянным током и британских системах с третьим рельсом, распространённых на юге страны. Третий тип питания остался лишним, когда в 2007 году завершилось строительство линии между Лондоном и Евротоннелем. Поезда TGV Three Capitals, которыми владеет SNCF, также поддерживают питание от постоянного тока напряжением 1,5 кВ.
Три состава SNCF используются только во Франции и в настоящее время покрашены в обычную серебристо-синюю схему TGV. Составы Eurostar North of London никогда не использовались для международных перевозок: на них возят пассажиров от Лондона к городам севернее столицы, однако данные перевозки в настоящее время не приносят прибыли, так как британские авиаперевозчики договорились о сокращении цен на билеты. Часть составов была отдана в аренду компании Great North Eastern Railway для пассажирских перевозок на линии «White Rose» между Лондоном и Лидсом и была покрашена в тёмно-синие цвета GNER. Срок аренды истёк в декабре 2005 года, и поезда Eurostar были заменены.

## Маршруты
Во время тестовых испытаний поезд Eurostar установил новый рекорд скорости. Экспрессу удалось преодолеть 320-километровое расстояние на маршруте Лондон — Брюссель всего за 1 час 43 минуты. В обычном скоростном режиме этот же путь экспресс проходит за 2 часа 03 минуты.
Открытие регулярного высокоскоростного пассажирского маршрута Eurostar Париж — Лондон через Ла-Манш состоялось 14 ноября 2007 года. С 17 ноября ежедневно курсирует 7 поездов от Лондона до Парижа (490 км) и 5 поездов от Лондона до Брюсселя (320 км).
Поезд Eurostar способен достигать скорости до 300 км/ч и преодолевать расстояние в 490 км между Лондоном и Парижем за 2 часа 15 мин — 2 часа 30 мин. В 2009 и 2010 году в холодный период пассажиры на этом поезде на несколько часов застревали под Ла-Маншем: у состава оказались недостаточно защищены токопроводящие линии и подвагонное пространство.